# Usine de panification de Kinshasa

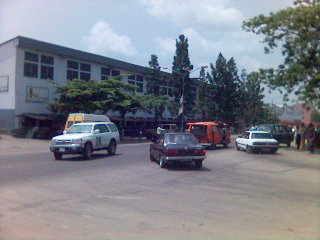
Avenue Kasa-vubu, on voit l'UPAK de Ngiri-ngiri

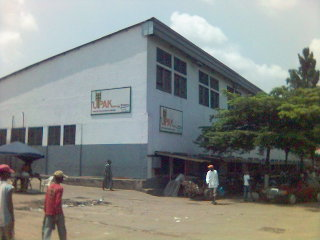
Usine UPAK à Ngiri-ngiri

L’Usine de panification de Kinshasa (UPAK) est une entreprise de production et de distribution de pain à Kinshasa. Le directeur général de l’UPAK est Luis De Carvalho.
En 1962, l’UPAK est une nouvelle boulangerie artisanale. 
En 2006, l’UPAK a un capital de 30 millions $US, avec une capacité de production de 75 tonnes de farine par jour, soit 800 000 pains. Elle emploie 527 travailleurs et compte une centaine de points de distribution relayés par près de 10 000 revendeurs.
L'usine de panification se situe sur l'avenue Kasa-Vubu dans la commune de Ngiri-Ngiri.